# 게르솜 카마이클
게르솜 카마이클(Gershom Carmichael; 1670년 - 1792년) 스코틀랜드의 철학자이다. 1691년에 에든버러 대학교를 졸업하였고, 1694년에 글라스고 대학교에서 도덕철학 교수가 되었다.
그는 그곳에서 사망하기까지 가르쳤으며, 존 로크의 가르침을 받기까지의 길을 닦아놓는 역할을 하였다. 즉, 데카르트의 철학을 경험주의적 위치로 옮기는 역할을 하였다. 그의 자연법과 윤리학에 대한 관점은 사무엘 폰 푸펜도르프에게서 온 것이었다. 그의 뒤를 이어 프랜시스 허치슨이 도덕철학을 라틴어 대신에 영어를 가르쳤다.